# Воронович, Адам
Адам Воронович — польский актёр театра, кино и телевидения.

## Карьера
В 2015 году снялся в видеоклипе на песню «Tak ma być» группы Zakopower.

## Фильмография
| Год  |   | Русское название      | Оригинальное название            | Роль                                            |
| ---- | - | --------------------- | -------------------------------- | ----------------------------------------------- |
| 2002 | ф | Шопен. Желание любви  | Chopin. Pragnienie milosci       | Морис Санд                                      |
| 2012 | с | Время чести           | Czas honoru                      | Леон Василевский, полковник Службы безопасности |
| 2013 | ф | Польская сибириада    | Syberiada polska                 | Ян Долина                                       |
| 2013 | ф | Валенса               | Wałęsa. Człowiek z nadziei       | Тадеуш Фишбах                                   |
| 2014 | ф | Песни пьющих          | Pod mocnym aniolem               | Он                                              |
| 2014 | ф | Фотограф              | Fotograf                         | Квятковский                                     |
| 2015 | ф | Тело                  | Body/Ciało                       | врач-ординатор Зелинский                        |
| 2015 | ф | Красный паук          | Czerwony pająk                   | ветеринар Люциан Станяк                         |
| 2018 | ф | Холодная война        | Zimna wojna                      | консул                                          |
| 2020 | ф | Все мои друзья мертвы | Wszyscy moi przyjaciele nie żyją | инспектор Квасьневский                          |